# 布雷森
布雷森（德語：Breesen）是德国梅克伦堡-前波美拉尼亚州的市镇，隶属于梅克伦堡湖区县。总面积为24.57平方千米，截至2023年12月31日总人口为507人。